# Agalinis gattingeri
Agalinis gattingeri là loài thực vật có hoa thuộc họ Cỏ chổi. Loài này được (Small) Small ex Britton & A.Br. mô tả khoa học đầu tiên năm 1913.